# Asian Le Mans Series 2014
Asian Le Mans Series 2014 är den tredje säsongen av den asiatiska långdistansserien för sportvagnar och GT-bilar, Asian Le Mans Series. Säsongen omfattade fyra deltävlingar.

## Tävlingskalender
| Datum      | Tävling            | Segrare LMP2 - Team                 | Segrare CN - Team                    | Segrare GT - Team                            |
| Datum      | Tävling            | Segrare LMP2 - Förare               | Segrare CN - Förare                  | Segrare GT - Förare                          |
| ---------- | ------------------ | ----------------------------------- | ------------------------------------ | -------------------------------------------- |
| 20 juli    | Inje 3-timmars     | OAK Racing Team Total               | Craft-Bamboo Racing                  | AAI-Rstrada                                  |
| 20 juli    | Inje 3-timmars     | David Cheng Ho-Pin Tung             | Mathias Beche Kevin Tse Frank Yu     | Hanchen Chen Ryohei Sakaguchi Marco Seefried |
| 31 augusti | Fuji 3-timmars     | OAK Racing Team Total               | Craft-Bamboo Racing                  | AAI-Rstrada                                  |
| 31 augusti | Fuji 3-timmars     | David Cheng Ho-Pin Tung Keiko Ihara | Mathias Beche Kevin Tse Samson Chan  | Jun San Chen Tatsuya Tanigawa Carlo van Dam  |
| 11 oktober | Shanghai 3-timmars | OAK Racing Team Total               | Craft-Bamboo Racing                  | Clearwater Racing                            |
| 11 oktober | Shanghai 3-timmars | David Cheng Ho-Pin Tung             | Naoki Yokomizo Kevin Tse Samson Chan | Mok Weng Sun Keita Sawa Matt Griffin         |
| 7 december | Sepang 3-timmars   | OAK Racing Team Total               | Craft-Bamboo Racing                  | Clearwater Racing                            |
| 7 december | Sepang 3-timmars   | David Cheng Ho-Pin Tung Yuan Bo     | Jonathan Venter Kevin Tse Frank Yu   | Mok Weng Sun Hiroshi Hamaguchi Richard Wee   |

## Slutställning
| Klass | Förare                        | Team                  |
| ----- | ----------------------------- | --------------------- |
| LMP2  | David Cheng Ho-Pin Tung       | OAK Racing Team Total |
| CN    | Kevin Tse                     | Craft-Bamboo Racing   |
| GT    | Jun San Chen Tatsuya Tanigawa | AAI-Rstrada           |